# Чемпионат Югославии по футболу 1926
Чемпионат Королевства сербов, хорватов и словенцев по футболу 1926 (сербохорв. Prvenstvo Kraljevini Srba, Hrvata i Slovenaca u fudbalu 1926.) — четвёртый сезон чемпионата КСХС по футболу. Турнир проводился по кубковой системе, команды играли друг с другом один раз. Победившая команда продолжала борьбу за звание чемпиона, проигравшая выбывала из борьбы. Чемпионский титул выиграл загребский клуб «Граджянски» во второй раз ставший чемпионом Королевства сербов, хорватов и словенцев по футболу.

## Клубы-участники
| Клуб       | Город    |
| ---------- | -------- |
| Бачка 1901 | Суботица |
| Граджянски | Загреб   |
| Илирия     | Любляна  |
| Югославия  | Белград  |
| САШК       | Сараево  |
| Славия     | Осиек    |
| Хайдук     | Сплит    |

## Результаты

### Четвертьфинал
- Югославия 12:2 Бачка
- Хайдук 2:1 САШК
- Граджянски 7:1 Илирия
- Славия (автоматически в полуфинале)

### Полуфинал
- Югославия 5:1 Хайдук
- Граджянски 7:0 Славия

### Финал
- Граджянски 2:1 Югославия

## Состав чемпиона
- Михелчич, Максимилиян
- Мантлер, Франьо
- Ремец, Михо
- Арнольд
- Рупец, Рудольф
- Врагович, Драгутин
- Абрахам, Геза
- Хитрец, Рудольф
- Першка, Эмил
- Гиллер, Франьо
- Видньевич
- Главный тренер: Посонь, Йеса